# Nederlandsche vogelen
Nederlandsche vogelen ("Uccelli dei Paesi Bassi" in italiano) è un'enciclopedia ornitologica olandese di Cornelius Nozeman e Christiaan Sepp pubblicata in cinque volumi tra il 1770 e il 1829 ad Amsterdam. Fu il primo libro olandese che trattava esclusivamente di uccelli e uno dei libri più costosi, ampi e di lunga realizzazione nella storia della tipografia olandese.

## Dati bibliografici

### Primo volume
Nederlandsche vogelen; volgens hunne huishouding, aert, en eigenschappen beschreeven door Cornelius Nozeman. Alle naer 't leeven geheel nieuw en naeuwkeurig getekend, in ' t koper gebragt en natuurlyk gekoleurd door, en onder opzicht van Christiaan Sepp en Zoon. Amsterdam. J.C. Sepp en zoon, 1770.

### Volumi 2, 3, 4, 5
Nederlandsche vogelen; volgens hunne huishouding, aert, en eigenschappen beschreeven door Cornelius Nozema [...] en verder, na zijn ed. overlyden, door Martinus Houttuyn. Alle naer 't leeven geheel nieuw en naeuwkeurig getekend, in ' t koper gebragt en natuurlyk gekoleurd door, en onder opzicht van Christiaan Sepp en Zoon. Amsterdam. J.C. Sepp en zoon, 1789 / 1797 / 1809 / 1829.

## Gli autori
Cornelius Nozeman (1720 - 1786) fu un pastore protestante della Fraternità rimostrante olandese che scrisse i testi del primo volume e gran parte del secondo. Dopo la sua scomparsa, il medico e biologo olandese Martinus Houttuyn (1720 - 1798) riprese il suo lavoro. L'ultimo e quinto volume è stato compilato dall'editore aiutato dall'ornitologo olandese Coenraad Jacob Temminck (1778 - 1858). Christiaan Sepp (±1700 - 1775) ha realizzato  (o supervisionato) le incisioni su rame. Più tardi suo figlio Jan Christiaan Sepp (1739 - 1811) e il nipote Jan Sepp (1778 - 1853) hanno continuato il lavoro. La ditta Jan Christiaan Sepp & Figlio funzionava anche come casa editrice. Le stampe non sono firmate, quindi non è sempre possibile sapere chi le abbia disegnate o incise su rame.

## Opera
Nederlandsche vogelen fu il primo libro olandese dedicato esclusivamente all'ornitologia. Fu famoso come il libro olandese più costoso del suo tempo e fu prodotto da due generazioni di editori, cinque autori e un esercito di disegnatori, incisori e pittori.
Tutti gli uccelli furono "disegnati con precisione dal vero, incisi su rame e colorati secondo la natura", a partire da esemplari impagliati o uccisi apposta. L'obiettivo era di rappresentare il più possibile gli uccelli nella loro scala naturale, da cui il formato largo del libro di 56 x 39,5 cm. Ogni disegno fu inciso su rame e in seguito le stampe furono colorate a mano da specialisti. Questo rese la produzione del libro molto costosa. 
Dopo che furono ultimate cinquanta stampe, fu rilegato un volume con un frontespizio insieme con un elenco degli uccelli rappresentati. Dopo cinquantanove anni l'opera fu completata con la pubblicazione del quinto volume. Ogni volume contiene 50 incisioni su rame colorate a mano, con testi corrispondenti.

## Le stampe
Le 250 stampe di Nederlandsche vogelen mostrano 192 specie di uccelli selvaggi, tra le quali sette esemplari leucisti e dodici specie di pollame con sei specie di piccioni. L'ordine delle immagini nei libri è arbitrario perché gli uccelli erano disegnati nel momento in cui erano disponibili.

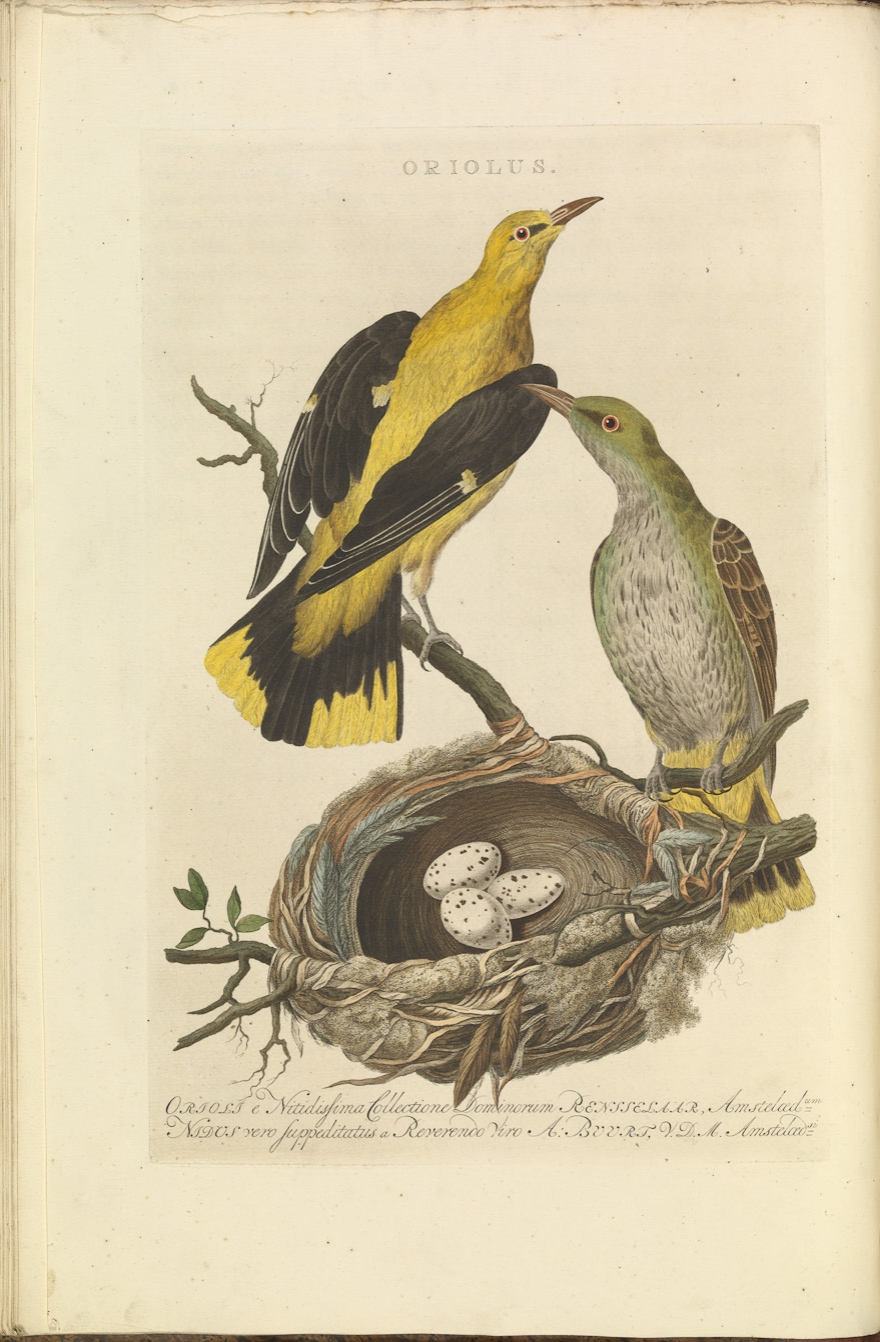
Oriolus oriolus (Rigogolo), stampa 11
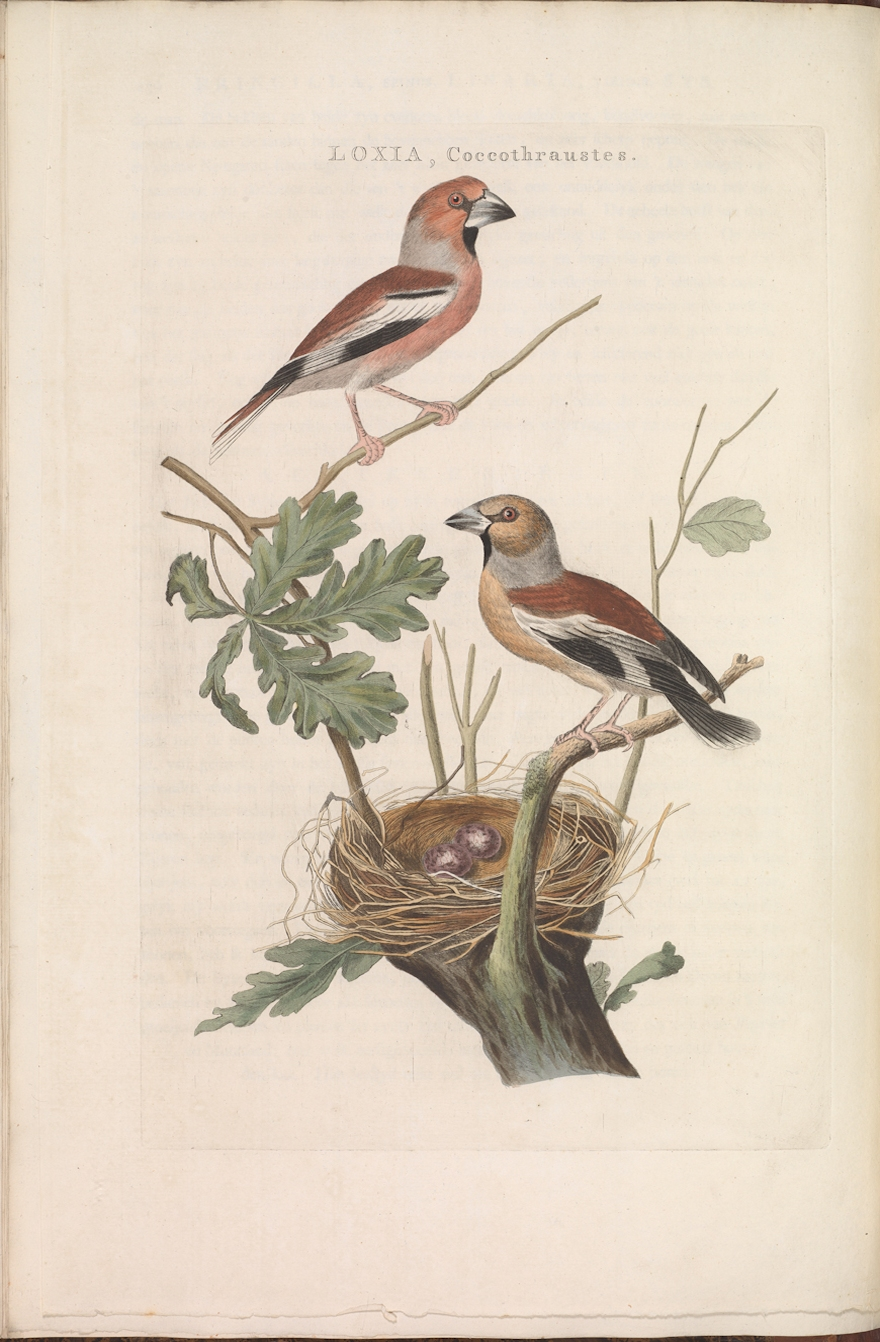
Coccothraustes coccothraustes (Frosone comune), stampa 71
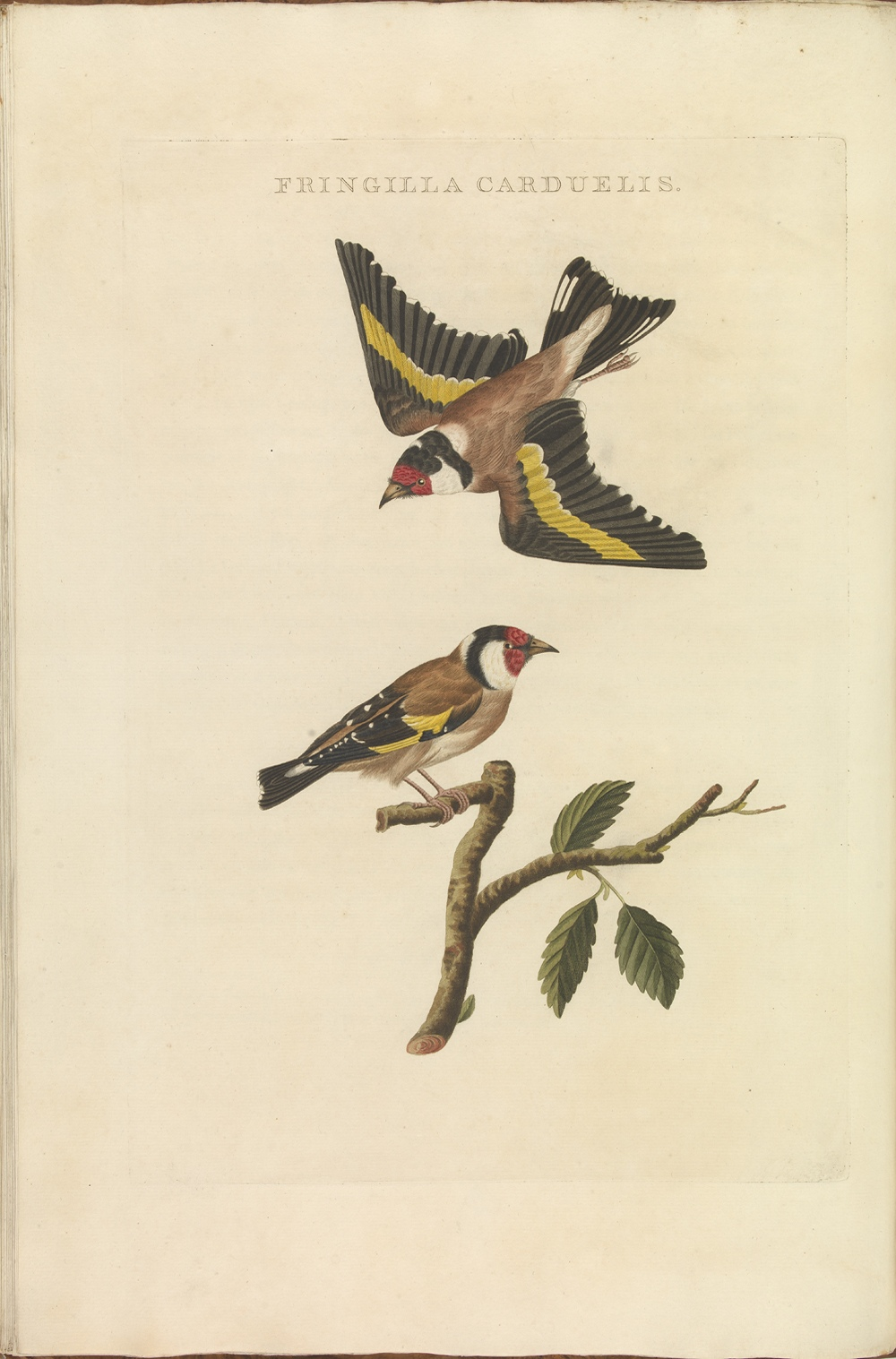
Fringilla carduelis (Cardellino), stampa 168
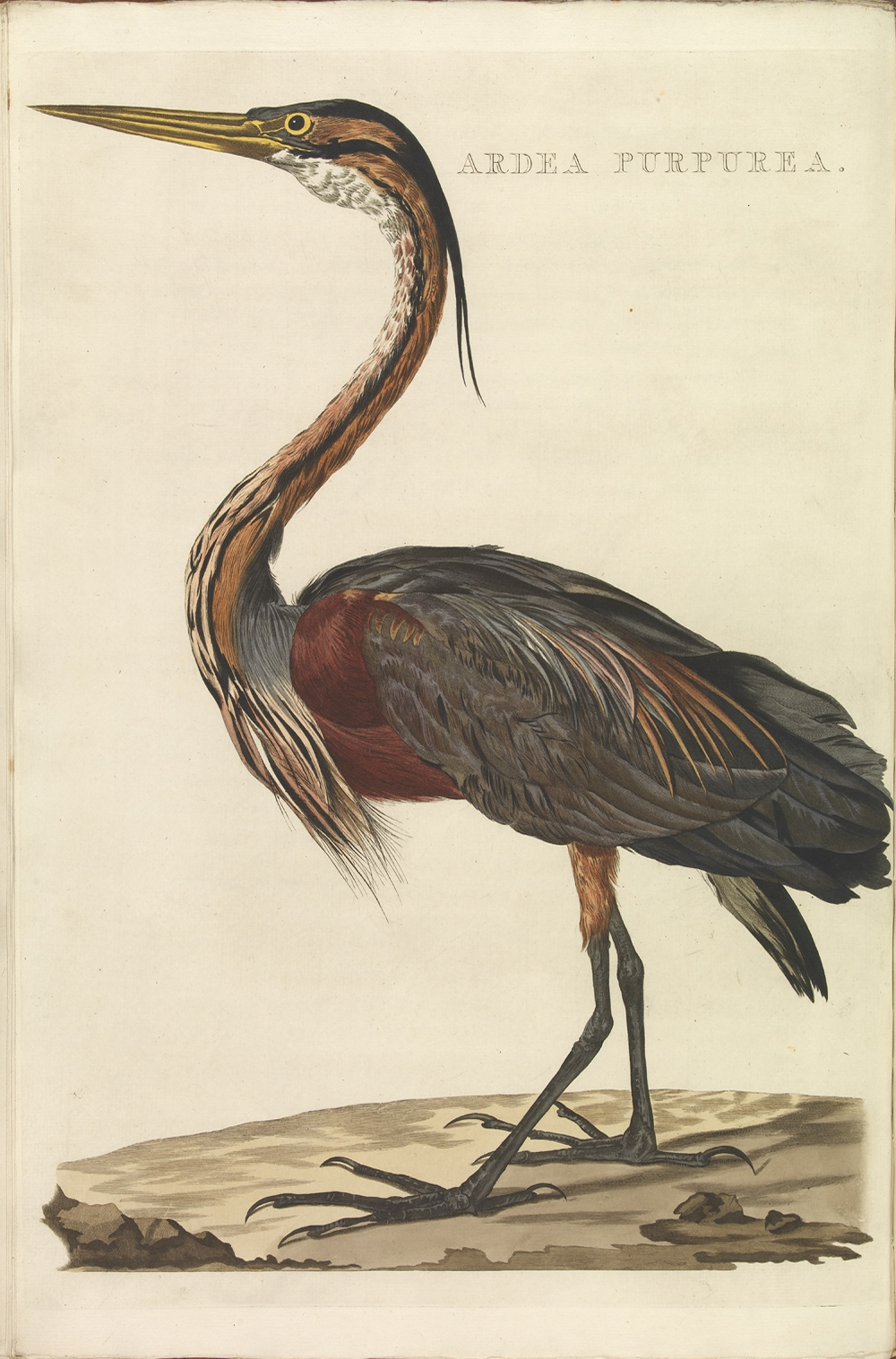
Ardea purpurea (Airone rosso), stampa 180
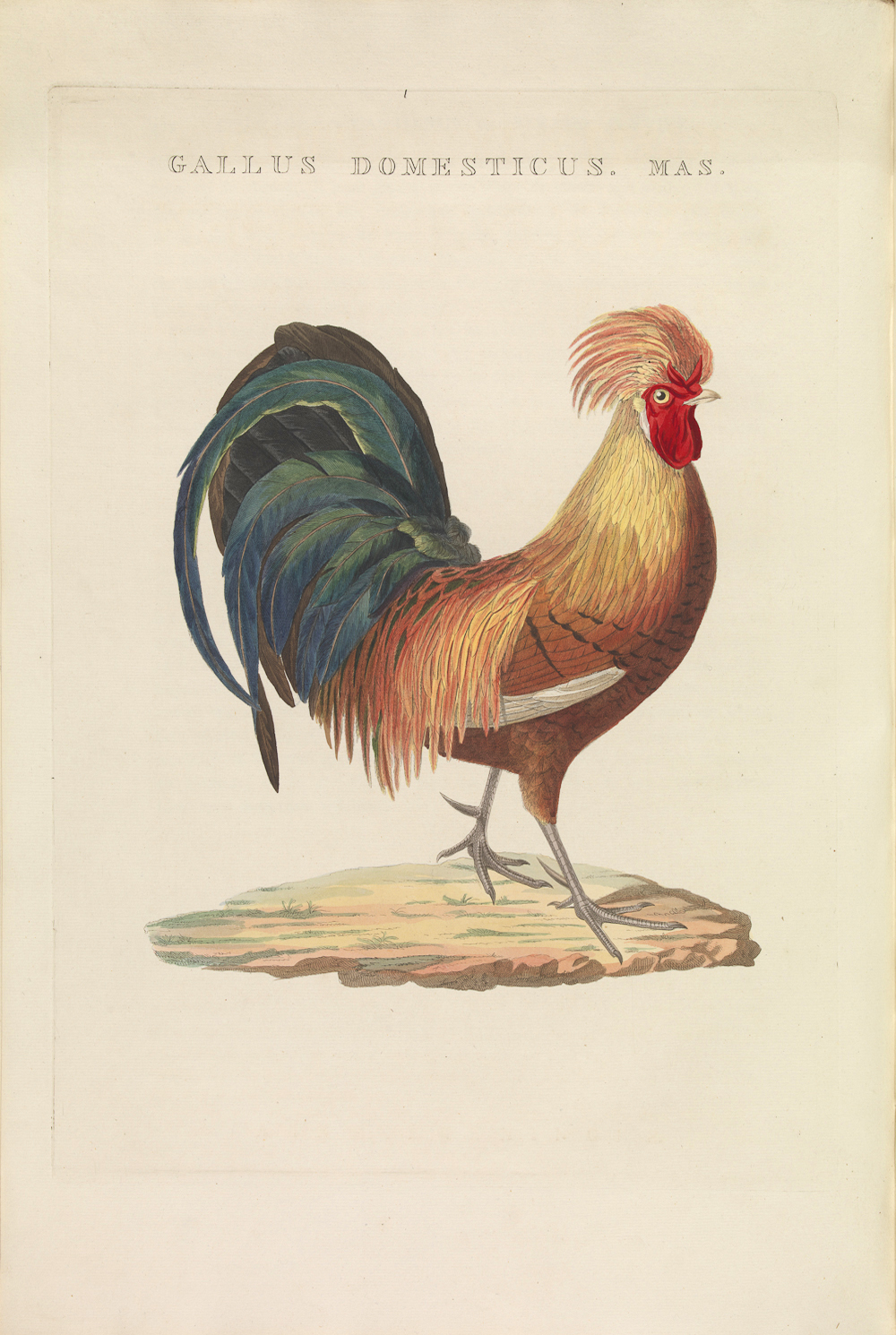
Gallus domesticus mas. (Pollo), stampa 240

## Ristampe

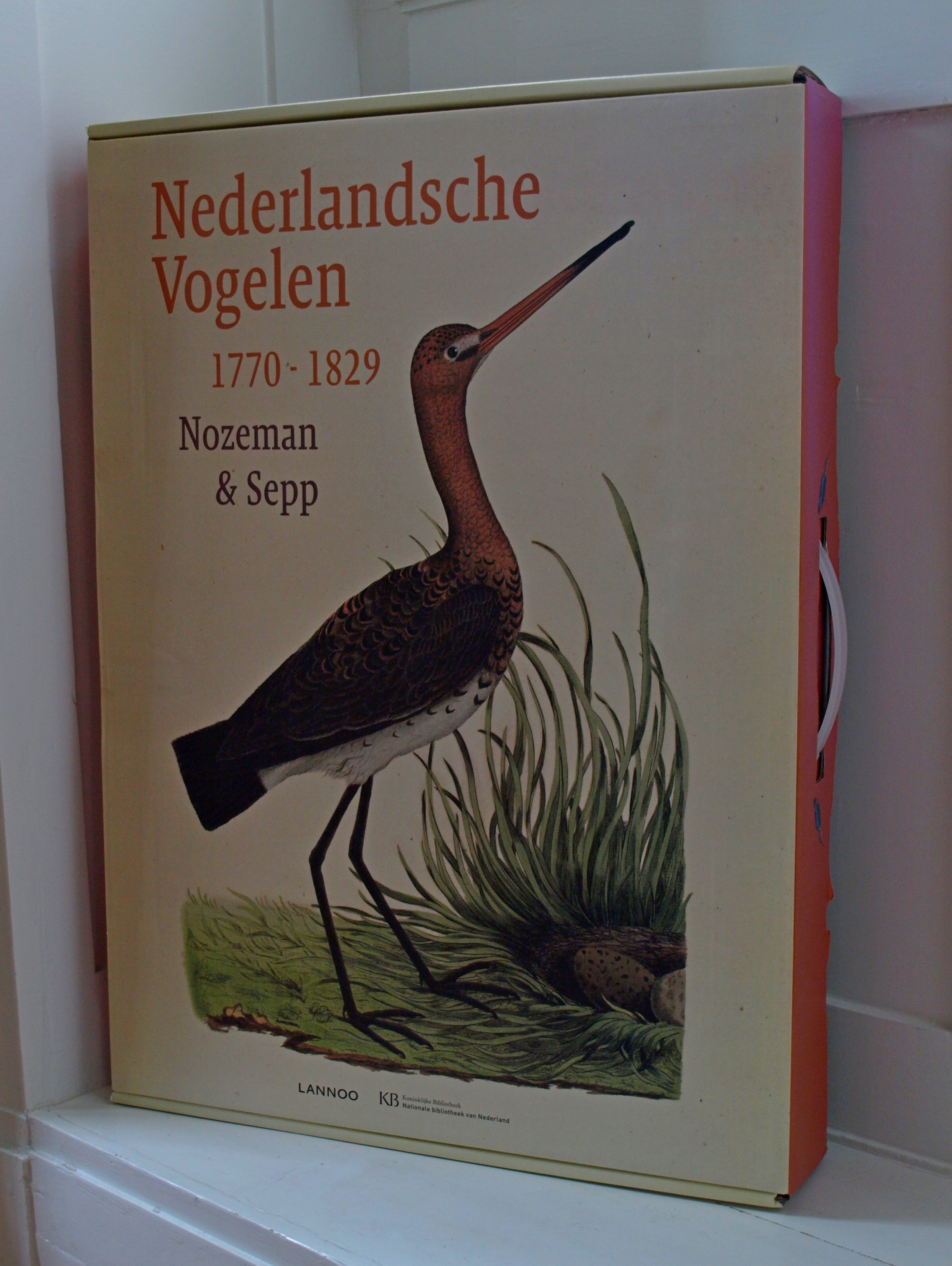
Nederlandsche Vogelen (ristampa 2014)

- 1940 - Una ristampa limitata contenente sedici riproduzioni.[7]
- 2014 - Ristampa collaborativa della Biblioteca reale dei Paesi Bassi e della casa editrice Lannoo (su carta, più di 800 pagine con un peso di 11 kg, ma disponibile anche in formato digitale in rete)[8]
- 2015 - Donazione dalla Biblioteca reale dei Paesi Bassi di tutte le 250 stampe di Nederlandsche vogelen a Wikimedia Commons.